# روز همبستگی آذری‌های جهان
روز همبستگی آذربایجانیهای جهان (ترکی آذربایجانی: Dünya Azərbaycanlılarının Həmrəyliyi Günü) روزی است که مردم نخجوان با الهام از سقوط دیوار برلین با برداشتن مرزهای ایران و شوروی در ۳۱ دسامبر ۱۹۸۹ خواهان اتحاد با آذربایجانیهای ایران و الحاق به ایران شدند. این روز توسط الهام علییف به نام روز همبستگی آذربایجانی‌های جهان نامیده شد و در جمهوری آذربایجان تعطیل عمومی اعلام گشت.